# Cycnorhamphus
Cycnorhamphus ("labutí zobák") byl rodem pterodaktyloidního ptakoještěra z čeledi Ctenochasmatidae, žijící v období svrchní jury (asi před 150 miliony let) na území dnešní Francie a Německa. Dnes jsou rozeznávány pouze dva validní druhy tohoto rodu, a to C. suevicus a C. canjuersensis. Od 70. do 90. let minulého století byl tento rod znám také jako Gallodactylus.